# 福原みほ
福原 みほ（ふくはら みほ、1987年〈昭和62年〉6月19日 - ）は、日本の女性シンガーソングライター、女優。本名および旧芸名：福原 美穂（読み同じ）。北海道札幌市南区出身。身長165cm、血液型はO型。

## 来歴

### 生い立ち
アメリカ人のクォーターで、歌手を志したのは小学校3年生の時。母親にマライア・キャリーの「マイ・オール」を歌ってと頼まれ、初めて歌ってみたところ、すごく喜んでくれたというのがきっかけ。
2002年12月16日、中学3年生の時、北海道テレビ（以下HTB）のテレビ番組『情報ワイド 夕方Don!Don!』のコーナー「サビから選手権」にマライア・キャリーの「恋人たちのクリスマス」で出場し、優勝。そのビデオが2年ほど後にレコード会社（ソニー）の目に留まってスカウトされ、デビューのきっかけをつかむ。それからじっくりとヴォイストレーニングをやりながら札幌市内でライブをしていた。
2006年、北海道札幌南陵高等学校卒業後、HTBの音楽番組『夢チカ18』の企画で生まれたインディーズレーベルの夢チカレコードから、北海道限定でシングル「The Roots」とミニ・アルバム『Step☆Out』を発売し、合計10,000枚を売り上げる。この際撮られたミュージック・ビデオのディレクターを同局の『水曜どうでしょう』などで有名な藤村忠寿が担当した。4月3日から9月末まで、FM NORTH WAVEでラジオ番組『ONE★LOVE』のパーソナリティーを担当する。
2008年2月、ロサンゼルスのSecond AME Churchにて、日本人としては初めて黒人教会でライブを行い、そのパフォーマンスが教会で高評価を受ける。2009年1月にも再訪しパフォーマンスを行った。後に、HTB開局40周年記念「〜ありがとう40年〜全部たしたら10時間! ユメミル広場に大集合!」では生い立ちが紹介され、生ライブを行い、インタビューでは北海道を代表する歌手になりたいという意味で「北海道の星になりたい」と語った。

### メジャー時代
2008年4月、ソニー・ミュージックレコーズ内レーベルのgr8! recordsよりメジャーデビュー。2 SOULをプロデュースに迎えたデビュー曲「CHANGE」で女性アーティストとしてFMラジオ局パワープレイ最多の33放送局を獲得した。4 - 6月、スペースシャワーTVにて、「Pocky×福原美穂」コラボCMがオンエア開始、「CHANGE」がCMソングとしてオンエアされた。
2009年1月、メジャー初のアルバム『RAINBOW』を発売。初登場2位を記録し、3週間連続のベスト10入りを果たす。同年12月にリリースしたシングル「なんで泣きたくなっちゃうんだろう」はMR. BIGのエリック・マーティンとのデュエットによるジョン・レノンのカバー「HAPPY Xmas（War Is Over）」が収録される。
2012年、天海祐希の推薦で、ドラマ「カエルの王女さま」に出演し女優デビュー。同年9月29日、日本テレビで放送された「世界1のSHOWタイム〜ギャラを決めるのはアナタ〜第6弾」のリクエストSHOWタイムで、小倉智昭からリクエストされ、Second AME Churchでの歌唱の様子を完全再現。アメイジング・グレイスとオー・ハッピー・デイの2曲を合唱した。2013年、ドイツの音楽グループ・SWEETBOXの6代目で初のアジア人ヴォーカリストに抜擢され、アルバム『Z21』をリリース。同年年末、ゴスペスミュージカル「Mama, I Want to Sing」の30周年記念日本公演のオフィシャルサポーターに選ばれ、ニューヨークのハーレム公演を観劇し、ともにステージに上がって熱唱した。

### 独立活動
2014年、自身のFacebookでソニーミュージックから独立することを報告した。4月にネイザン・イーストの初のソロアルバム『NATHAN EAST』の発売祝いのシークレット・パーティでイーストとAIとホイットニー・ヒューストンの「Saving All My Love For You」を共演。後に、充電期間に入り、アメリカ南部に行き、ディキシーランド・ジャズにインスパイアされて、帰国後The Mardi Gras Combo（ザ・マルディ・グラ・コンボ）とバンドを結成。
2015年10月1日、自身のFacebookにて妊娠5か月であることを発表。2016年3月4日、第1子女児を出産。
2015年11月には自主レーベル「Happy Field Records」を立ち上げる。レーベル名は自身の名字の英訳（福=Happy・原=Field）から取られた。
2019年2月に北海道の民放5局とNHK札幌放送局による共同キャンペーン『One Hokkaido Project』のキャンペーンソングに参加。
2020年には福原美穂から「福原みほ」に改名、同年には北海道から千葉県へと移住。

## 音楽
- 影響を受けたアーティストはアレサ・フランクリン、マライア・キャリー、スティーヴィー・ワンダー、ホイットニー・ヒューストン、TLC、メアリー・J. ブライジ、ビートルズ、ボーイズIIメン、アリシア・キーズ、ローリン・ヒル、ローリング・ストーンズ、レッド・ツェッペリン、ジミ・ヘンドリックス、サンタナ、ボブ・マーリーなど[4][6][22]。
- 両親が音楽好きなこともあり、物心付く前からさまざまな音楽に囲まれていた。父と姉が洋楽が好きだったので、家庭にあらゆる洋楽CDがあった。小学3年生の頃からそれらを片っ端から引っ張り出してきては自分の部屋で聴き、歌を覚えて歌うということを続けていた。日本語のCDより英語のCDが多かったので、自然と英語で歌うことを身につけた[4][6]。

## 逸話
- 2013年6月16日放送の『行列のできる法律相談所』にゲスト出演した。パネラーの中尾ミエは福原を絶賛し、CMを見て心から感動したと語った。福原が「スタンド・バイ・ミー」を生披露したところ、同じくパネラー席に居た西川史子が感動して涙した。磯野貴理子からの日本語の歌のリクエストにも答え、「上を向いて歩こう」をアカペラで披露した[23]。

## ディスコグラフィー

### シングル
| 枚              | 発売日         | タイトル                         | 最高順位 |
| --------------- | -------------- | -------------------------------- | -------- |
| インディーズ1st | 2006年5月24日  | The Roots                        | 102位    |
| 1st             | 2008年4月16日  | CHANGE                           | 14位     |
| 2nd             | 2008年7月16日  | ひまわり                         | 24位     |
| 3rd             | 2008年11月5日  | 優しい赤                         | 24位     |
| 4th             | 2008年12月3日  | LOVE 〜winter song〜             | 14位     |
| 5th             | 2009年6月17日  | HANABI SKY                       | 26位     |
| 6th             | 2009年9月9日   | LET IT OUT                       | 10位     |
| 7th             | 2009年12月2日  | なんで泣きたくなっちゃうんだろう | 44位     |
| 8th             | 2010年5月19日  | 未来-ミライ-／もしかして         | 33位     |
| 9th             | 2012年5月16日  | Dream On feat. 三浦大知          | 31位     |
| 配信            | 2013年2月20日  | Surely Someday                   |          |
| 10th            | 2013年6月5日   | ライジング・ハート/BEYOND        | 40位     |
| インディーズ2nd | 2017年12月12日 | Grace                            |          |
| 配信            | 2018年6月13日  | JOY                              |          |
| 配信            | 2025年2月12日  | Rockafellas feat. K              |          |

### アルバム
| 枚              | 発売日         | タイトル                             |
| --------------- | -------------- | ------------------------------------ |
| インディーズ1st | 2006年10月11日 | Step☆Out EP                          |
| 1st             | 2009年1月28日  | RAINBOW                              |
| 2nd             | 2010年6月16日  | Music is My Life                     |
| ミニ            | 2010年12月22日 | Regrets of Love                      |
| ミニ            | 2011年5月11日  | The Soul Extreme EP                  |
| ミニ            | 2011年10月12日 | The Soul Extreme EP II               |
| 3rd             | 2012年6月13日  | The Best of Soul Extreme             |
| ベスト          | 2014年3月26日  | A Gift for You                       |
| ミニ            | 2015年12月23日 | Something New                        |
| ライブ          | 2015年12月30日 | Miho Fukuhara Live in Music          |
| 配信ライブ      | 2016年12月1日  | MIHO FUKUHARA Symphonic Concert 2016 |

### DVD
| 発売日         | タイトル                               |
| -------------- | -------------------------------------- |
| 2010年12月22日 | MIHO FUKUHARA「Sing a Song TOUR 2010」 |

### 参加作品
| 発売日         | 曲名                                              | 収録された作品                                                                           |
| 2007年9月26日  | BECAUSE YOU LOVED ME                              | Various Artists「TRIBUTE TO CELINE DION／セリーヌ・ディオン・トリビュート」              |
| 2010年3月24日  | BRAND NEW START feat. MIHO FUKUHARA               | STUDIO APARTMENT「BRAND NEW START feat. MIHO FUKUHARA」                                  |
| 2010年9月1日   | Your Story                                        | 久石譲「悪人」                                                                           |
| 2010年9月15日  | Apologies featuring 福原美穂                      | sleepy.ac「LIVE@Sapporo Kitara」                                                         |
| 2010年12月8日  | ラヴ・ミー・テンダー（duet with 福原美穂）        | エルヴィス・プレスリー「Viva エルヴィス」                                                |
| 2011年1月12日  | 素直                                              | Various Artists「We Love Mackey」                                                        |
| 2011年4月13日  | スタンド・バイ・ミー                              | PLAYING FOR CHANGE「SONGS AROUND THE WORLD 〜PFC with TFC」                              |
| 2011年4月13日  | ドント・ウォリー                                  | PLAYING FOR CHANGE「SONGS AROUND THE WORLD 〜PFC with TFC」                              |
| 2011年4月13日  | チャンダ・ママ                                    | PLAYING FOR CHANGE「SONGS AROUND THE WORLD 〜PFC with TFC」                              |
| 2012年2月29日  | オン ザ ウェイ feat. 福原美穂                     | STUDIO APARTMENT「にほんのうた」                                                         |
| 2012年2月29日  | オン ザ ウェイ feat. 福原美穂（English Version）  | STUDIO APARTMENT「にほんのうた」                                                         |
| 2012年         | Virtual Insanity                                  | Char「ZICCA PICKER 2012 vol.18 〜TRADROCK by Char Tour〜 12.7 長野 茅野市民会館 [LIVE]」 |
| 2012年         | Calling You                                       | Char「ZICCA PICKER 2012 vol.18 〜TRADROCK by Char Tour〜 12.7 長野 茅野市民会館 [LIVE]」 |
| 2013年8月7日   | Bon Bon Villa／SOIL&"PIMP"BIG BAND feat. 福原美穂 | SOIL&"PIMP"SESSIONS「CIRCLES」                                                           |
| 2013年10月16日 | Paradise Soul（feat. 福原美穂）                   | 斎藤誠「PARADISE SOUL」                                                                  |
| 2013年11月20日 | Exit Feat. 福原美穂                               | Zeebra「25 To Life」                                                                     |
| 2014年11月5日  | Party!!!                                          | a flood of circle「GOLDEN TIME」                                                         |
| 2014年11月19日 | Every Breath You Take                             | Fried Pride「Rocks!」                                                                    |
| 2019年2月20日  | 私たちの道                                        | One Hokkaido Project「私たちの道」                                                       |

### 作品提供
| 発売           | 曲名               | 収録された作品                                          |                    |
| 2013年11月13日 | The Light          | Nao Yoshioka「The Light」                               | 作曲               |
| 2014年10月8日  | Anthem             | 山下智久「YOU」                                         | 作詞・作曲         |
| 2014年10月29日 | 放課後ハイファイブ | Little Glee Monster「放課後ハイファイブ」               | 作曲               |
| 2015年3月4日   | 青春フォトグラフ   | Little Glee Monster「青春フォトグラフ／Girls be Free!」 | 作曲               |
| 2015年7月8日   | FANCY              | 青野紗穂「INTRODUCTION」                                | 作曲・プロデュース |
| 2015年9月23日  | 書きかけの未来     | Little Glee Monster「好きだ。」                         | 作曲               |
| 2016年11月9日  | Magic Snow         | Little Glee Monster「はじまりのうた」                   | 作曲               |

### タイアップ
| 曲名                             | タイアップ                                                                   |
| 恋はリズム -Believe My Way-      | 2007年ノルディックスキー世界選手権札幌大会応援曲                             |
| 絶え間なく                       | 北海道テレビ「素晴らしい世界」エンディングテーマ                             |
| CHANGE                           | 江崎グリコ「ポッキーチョコレート」スペースシャワーTVバージョンCMソング       |
| 優しい赤                         | au by KDDI「LISMO」CMソング                                                  |
| LOVE 〜winter song〜             | TBS系ドラマ「SCANDAL」主題歌                                                 |
| I BELIEVE                        | アクセサリーショップ「PePe 2008 クリスマスコレクション」CMソング             |
| 雪の光                           | 花王「アジエンス」CMソング                                                   |
| 爽健美茶のうた                   | 日本コカ・コーラ「爽健美茶」CMソング                                         |
| La La La FIGHTERS                | 北海道日本ハムファイターズ公式応援曲                                         |
| LET IT OUT                       | 毎日放送・TBS系アニメ「鋼の錬金術師 FULLMETAL ALCHEMIST」エンディングテーマ  |
| Cry No More                      | 東宝配給映画「沈まぬ太陽」エンディングテーマ                                 |
| なんで泣きたくなっちゃうんだろう | 「天神のクリスマスへ行こう2009」テーマソング                                 |
| なんで泣きたくなっちゃうんだろう | FM東京ラジオドラマ「貫地谷しほりのラジオ劇団・小さな奇跡」エンディングテーマ |
| なんで泣きたくなっちゃうんだろう | チャオ御岳スノーリゾートCMソング                                             |
| もしかして                       | 関西テレビ・フジテレビ系「グータンヌーボ」エンディングテーマ                 |
| 未来 -ミライ-                    | 大塚製薬「SOYJOY」CMソング                                                   |
| Your Story                       | 東宝配給映画「悪人」主題歌                                                   |
| ロディーのうた                   | JAMMY presents「ロディ・ミュージカル」主題歌                                 |
| Forget                           | CBCラジオ「さゆりんの音楽楽園」エンディングテーマ                            |
| STARLIGHT                        | ソニー・ピクチャーズ エンタテインメント配給アニメ映画「鬼神伝」主題歌        |
| O2 featuring AI                  | 関西テレビ・フジテレビ系「グータンヌーボ」エンディングテーマ                 |
| You                              | 新日本製薬CMソング                                                           |
| Surely Someday                   | レベルファイブ「レイトン教授と超文明Aの遺産」主題歌                          |
| THANK YOU                        | テレビ東京系ドラマ「ぱじ〜ジイジと孫娘の愛情物語〜」主題歌                   |
| BEYOND                           | 読売テレビ・日本テレビ系アニメ「宇宙兄弟」エンディングテーマ                 |
| ライジング・ハート               | 日本コカ・コーラ「Share a Coke and a Song」キャンペーンソング                |
| Grace                            | コープさっぽろ 全道統合10周年記念CM・キャンペーンソング                      |

## 出演

### ラジオ
- ONE★LOVE（2006年、FM NORTH WAVE）

### テレビ
- カエルの王女さま（2012年、フジテレビ） - 羽田南 役
- キラキラ（2017年5月1日-4日、北海道テレビ放送）

### ミュージカル
- Mama, I Want to Sing（2013年）

### CM
- au by KDDI（2008年）
- 日本コカ・コーラ「爽健美茶」（2009年）
- 大塚製薬「SOYJOY」（2010年）
- 大和証券（2010年 -）

### MV
- 私たちの道 - One Hokkaido Project（2019年）[24]